# 9720 Ulfbirgitta
9720 Ulfbirgitta (1980 FH1) là một tiểu hành tinh vành đai chính được phát hiện ngày 16 tháng 3 năm 1980 bởi C.-I. Lagerkvist ở Đài thiên văn Nam Âu.